# Академия Лютера Евангелическо-лютеранской церкви Латвии
Академия Лютера Евангелическо-лютеранской церкви Латвии (латыш. Latvijas Evaņģēliski luteriskās baznīcas Lutera akadēmija) — христианское высшее учебное заведение, основанное Евангелическо-лютеранской церковью Латвии для подготовки священнослужителей для лютеранских общин.

## История
В 1920 году в Латвийском университете был основан теологический факультет, который в 1938 году был переименован в факультет евангельской теологии. После оккупации и аннексии Латвии 22 августа 1940 года теологический факультет был закрыт, весь преподавательский состав уволен, а все студенты отчислены из университета. В феврале 1969 года избранному архиепископу Евангелическо-лютеранской церкви Латвии Янису Матулису удалось открыть Рижскую теологическую семинарию, полностью отделенную от Латвийского государственного университета.
Во время восстановления независимости Латвии, 1 июня 1990 года, в Латвийском университете был восстановлен факультет теологии. 1 февраля 1997 года Евангелическо-лютеранская церковь Латвии основала отдельную Академию, которая в 2012 году получила государственную аккредитацию по программам изучения теологии и церковной музыки. Также в 2012 году Академия установила плату за обучение.